# Comuna de Boronów
Boronów (polaco: Gmina Boronów ) é uma gminy (comuna) na Polónia, na voivodia de Santa Cruz e no condado de Lubliniecki.
De acordo com os censos de 2006, a comuna tem 3 300 habitantes, com uma densidade 58 hab/km².

## Área
Estende-se por uma área de 56 km².